# Ічнянська волость
Ічнянська волость — адміністративно-територіальна одиниця Борзнянського повіту Чернігівської губернії з центром у містечку Ічня.
Станом на 1885 рік складалася з 8 поселень, 9 сільських громад. Населення — 10062 особи (5003 чоловічої статі та 5059 — жіночої), 1918 дворових господарств.
|                     | Площа, десятин | У тому числі орної, дес. |
| ------------------- | -------------- | ------------------------ |
| Сільських громад    | 13015          | 9367                     |
| Приватної власності | 7065           | 5196                     |
| Іншої власності     | 51             | 40                       |
| Загалом             | 20131          | 14603                    |

Основні поселення волості:
- Ічня — колишнє державне та власницьке містечко при річці Іченька за 50 верст від повітового міста, 6786 осіб, 1416 дворів, 4 православні церкви, єврейський молитовний будинок, школа, 3 постоялих двори, 3 трактири, 16 постоялих будинків, 2 ренських погреби, 36 лавок, базар, 3 ярмарки: масляний, троїцький та іллінський, 7 вітряних млинів, свічковий, миловарний, пивоварний, механічний і чавуноливарний заводи. За 4 версти — винокурний завод. За 3 версти — єврейське кладовище.
- Гужівка  — колишнє державне село та власницьке, 2485 осіб, 475 дворів, православна церква, школа, постоялий будинок, вітряний млин, цегельний завод.